# IRIS OUT
「IRIS OUT」（アイリス アウト）は、日本のシンガーソングライター・米津玄師の楽曲。『劇場版 チェンソーマン レゼ篇』の主題歌として書き下ろされ、2025年9月24日には両A面シングル『IRIS OUT / JANE DOE』としてCDリリースされる。
表題のIRIS OUT（アイリスアウト）は、映画における表現の技法のひとつで、シーン終わりに画面上の一点に焦点を当ててから暗転することを指す。

## 背景と制作
「IRIS OUT」は、2025年9月19日公開の映画『劇場版 チェンソーマン レゼ篇』（以下：『レゼ篇』）の主題歌として書き下ろされた。米津玄師がアニメ主題歌を担当するのは『機動戦士Gundam GQuuuuuuX』およびその劇場先行版『機動戦士Gundam GQuuuuuuX -Beginning-』の主題歌「Plazma」以来約半年ぶりである。
米津として『チェンソーマン』に楽曲を提供するのは『KICK BACK』以来で、同じシリーズの主題歌を連続して担当するのは初である。

## リリースとプロモーション
2025年7月4日にレゼ篇の主題歌を担当する事が発表された。その際、米津はこうコメントしている。
TVアニメ版に引き続き劇場版の楽曲も担当できて光栄の限りです。
原作のレゼが写ってるページを四六時中開きっぱなしにして睨みつけながら作りました。
よろしくお願いします。
同年8月1日には、9月24日にこの楽曲がJANE DOEとともに両A面シングルとして発売されることが発表された。